# Бужаны (село)
Бу́жаны (укр. Бужани) — село на Украине, находится в Марьяновской поселковой общине Луцкого района Волынской области.
Код КОАТУУ — 0720880801. Население по переписи 2021 года составляет 861 человек. Почтовый индекс — 45770. Телефонный код — 3379. Занимает площадь 23,3 км².